# Redgranite
Redgranite é uma vila localizada no estado norte-americano de Wisconsin, no Condado de Waushara.

## Demografia
Segundo o censo norte-americano de 2000, a sua população era de 1040 habitantes.
Em 2006, foi estimada uma população de 2059, um aumento de 1019 (98.0%).

## Geografia
De acordo com o United States Census Bureau tem uma área de
5,7 km², dos quais 5,7 km² cobertos por terra e 0,0 km² cobertos por água.

## Localidades na vizinhança
O diagrama seguinte representa as localidades num raio de 20 km ao redor de Redgranite.